# 細雀鯛
細雀鯛（學名：Pomacentrus leptus），是輻鰭魚綱鱸形目雀鯛科雀鯛屬的其中一種，分布於西印度洋紅海到亞丁灣南部與阿曼灣海域，深度1至10公尺，體長可達7公分，棲息在近海珊瑚礁，以浮游生物為食，繁殖期時成對出現，雄魚會守護卵直到孵化，生活習性不明。